# Lilafejű aranytrogon
A lilafejű aranytrogon (Trogon violaceus) a madarak osztályába a trogonalakúak (Trogoniformes) rendjébe és a trogonfélék (Trogonidae) családjába  tartozó faj.

## Előfordulása
Mexikó, Belize, Bolívia, Brazília, Kolumbia, Costa Rica, Ecuador, Salvador, Francia Guyana, Guyana, Honduras, Nicaragua, Panama, Peru, Suriname, Trinidad és Tobago, valamint Venezuela területén honos.

## Alfajai
- Trogon violaceus braccatus
- Trogon violaceus caligatus
- Trogon violaceus concinnus
- Trogon violaceus crissalis
- Trogon violaceus ramonianus
- Trogon violaceus sallaei
- Trogon violaceus violaceus

## Megjelenése
A hímnek a feje, nyaka és mellkasa fényes kékeslila, a hasa sárga.

## Életmódja
Tápláléka főleg gyümölcsökből és kisebb mértékben rovarokból áll.